# Koningstunnel
De Koningstunnel is een verkeerstunnel in het centrum van Den Haag, gelegen onder de Rijnstraat tussen het Centraal Station en het Ministerie van Infrastructuur en Milieu. De route verbindt de Lekstraat en de Koningskade, waar de tunnel zijn naam aan ontleent. Er is een ondergrondse afslag naar de Bezuidenhoutseweg. Daarnaast heeft de tunnel een in- en uitrit aan de Rijnstraat.
De tunnel is onderdeel van de Centrumring S100. Hij werd in juli 2000 geopend, nadat in oktober 1996 de bouw van de tunnel werd gestart.
De tunnel bestaat uit twee tunnelbuizen van 750 meter en een zijtak van 150 meter. De tunnel werd door de bouwcombinatie CFE/MBG - Besix gemaakt in een open bouwput. De aanneemsom bedroeg 30 miljoen euro.
Boven de tunnel ligt het bospark de Koekamp, en naast het station liggen boven de tunnel tramsporen en perrons.
In 2019 is de tunnel ingrijpend gerenoveerd, waarbij naast het vervangen van de bestaande installaties, ook nieuwe installaties zijn aangebracht. Hierdoor voldoet de tunnel volledig aan de Tunnelwet.
Tijdens de renovatie, die begon op 1 maart, is de tunnel volledig gestremd geweest. Op zaterdag 24 augustus 2019 om 04:39 uur werd de tunnel weer vrijgegeven voor verkeer.

## Varia
- De Koningstunnel is een van de weinige tunnels, waarvan de naam niet wordt aangegeven met tekst op de tunnel.[bron?]

 Den Haag ·   ·  ·  · · ·  ·  ·  ·  ·  ·  

 Haagsche tunnels: Koningstunnel · Hubertustunnel · Victory Boogie Woogietunnel